# Ștefan Nagy
Ștefan Nagy (n. 24 iunie 1954) este un fost deputat român în legislatura 1996-2000, ales în județul Harghita pe listele partidului UDMR. Ștefan Nagy a fost membru în grupurile parlamentare de prietenie cu Malaezia și Republica Chile.   